# Biskupice (Olomouc)
Biskupice (in tedesco Biskupitz) è un comune della Repubblica Ceca facente parte del distretto di Prostějov, nella regione di Olomouc.